# 御影 (神戸市)

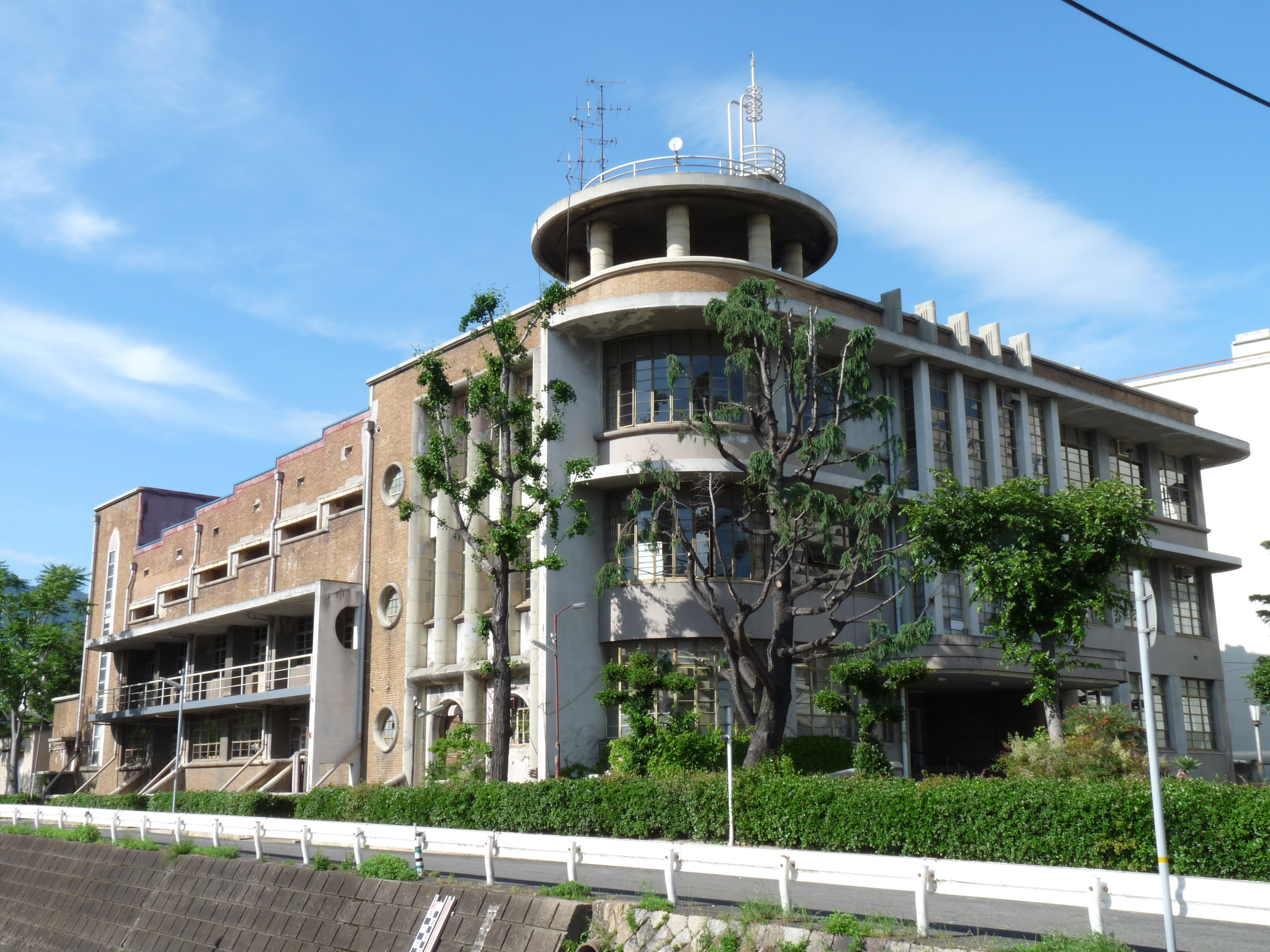
神戸市立御影公会堂（御影石町四丁目）

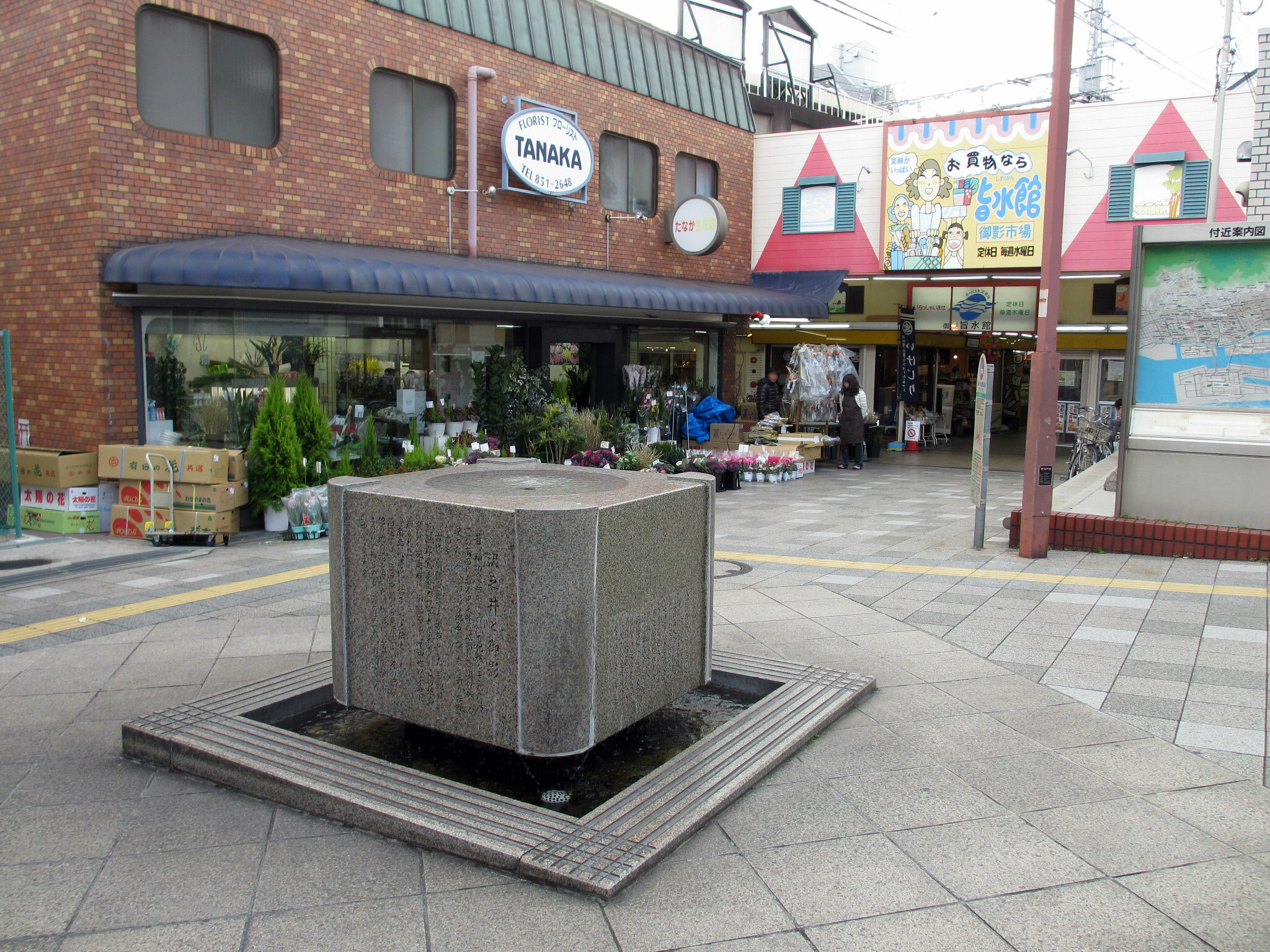
「御影」という地名の発祥や、醸造業の始まりにまつわる伝承がある泉「沢の井」を記念する、阪神御影駅北口（御影本町二丁目）の御影石製モニュメント。「沢の井」自体は駅の高架下にある。

御影（みかげ）は、兵庫県神戸市東灘区にある地名。広義では旧武庫郡御影町の一帯を指す地域名。旧御影町域には「御影」を冠する各町（御影本町・御影中町・御影石町・御影郡家など）があるが、単に「御影」と称する行政町名があり、御影一丁目から御影三丁目が設置されている。
御影は古い地名で、花崗岩の別名「御影石」の語源となり、江戸時代以後は酒造地としても知られるようになった（灘五郷の一つ「御影郷」）。近代には、もとの御影村などを含めて御影町が編成され、その山手側は高級住宅地としても知られた。本項では、広域地名としての「御影」、行政町名の「御影」をそれぞれ説明する。

## 広域地名としての「御影」

### 地理
旧御影町は、1950年（昭和25年）に神戸市に編入された。現在、神戸市東灘区内で地名に「御影」を含む地域が、おおむね旧御影町の範囲であり（ただし、ごく一部に住吉地区に編入された地域があり、また御影浜町は神戸市に編入後に埋め立てられた土地である）、広域地名として「御影地区」と呼ばれる地域である。
近代以前の御影村や近代の御影町の中心地区は、御影地区のうち海岸寄りの地域であり、御影町役場のあった御影町御影字上中は現在の御影本町周辺にあたる。御影地区の沿岸部（現在の御影本町・御影塚町付近）は酒造地として知られ、灘五郷の一つ「御影郷」と呼ばれる地域である。御影地区の山手側（現在の御影山手）は、隣接する住吉地区（旧住吉村）とともに、近代以降阪神間の代表的な高級住宅街の一つとなった。

### 歴史

#### 前近代の「御影」
「御影」という地名の由来としては、「沢の井（澤之井）」と呼ばれる泉（阪神御影駅付近に所在する）に神功皇后がその姿（御影）を映したことにちなむという伝承（『武庫郡誌』『御影町誌』）がよく知られている。ほかに、聖徳太子の母（穴穂部間人皇女）が難波から西に向かって仏を拝んだところ当地の山越しに阿弥陀仏の姿が現れたことにちなむ説（『摂津名所図会』）、本住吉神社の神の姿が背後の山に現れるとして「御影山」と呼ばれたことによる説、河内国魂神社の古い祭神であった天御影命の名と関連付ける説（『西摂大観』）などがある。
『和名抄』には菟原郡に属する郷の一つとして「覚美（かがみ）郷」を挙げており、これは当地付近と推定されている。覚美郷には、金属加工に長じた工人集団である鏡作部がいたと推測される。綱敷天満神社では、古くは銅の地金の塊を御神体としていたという。田辺眞人は鏡の縁語として「御影」と付けられたのでないかと推測する。
12世紀初頭の藤原基俊の歌集に「よにあらば又かへりこむ津の国のみかげの松よ面変わりすな」という和歌があり、『源平盛衰記』には福原京近郊の松の名勝として「雀の松原」と並んで「みかげの松」の名が挙げられる。以後、史料には「御景浜」「御影塚」「みかげ（見景）の宿」といった地名が見え、天正19年（1591年）の文書に「御影村」の名が現れる。

#### 近代の御影町と神戸市への編入

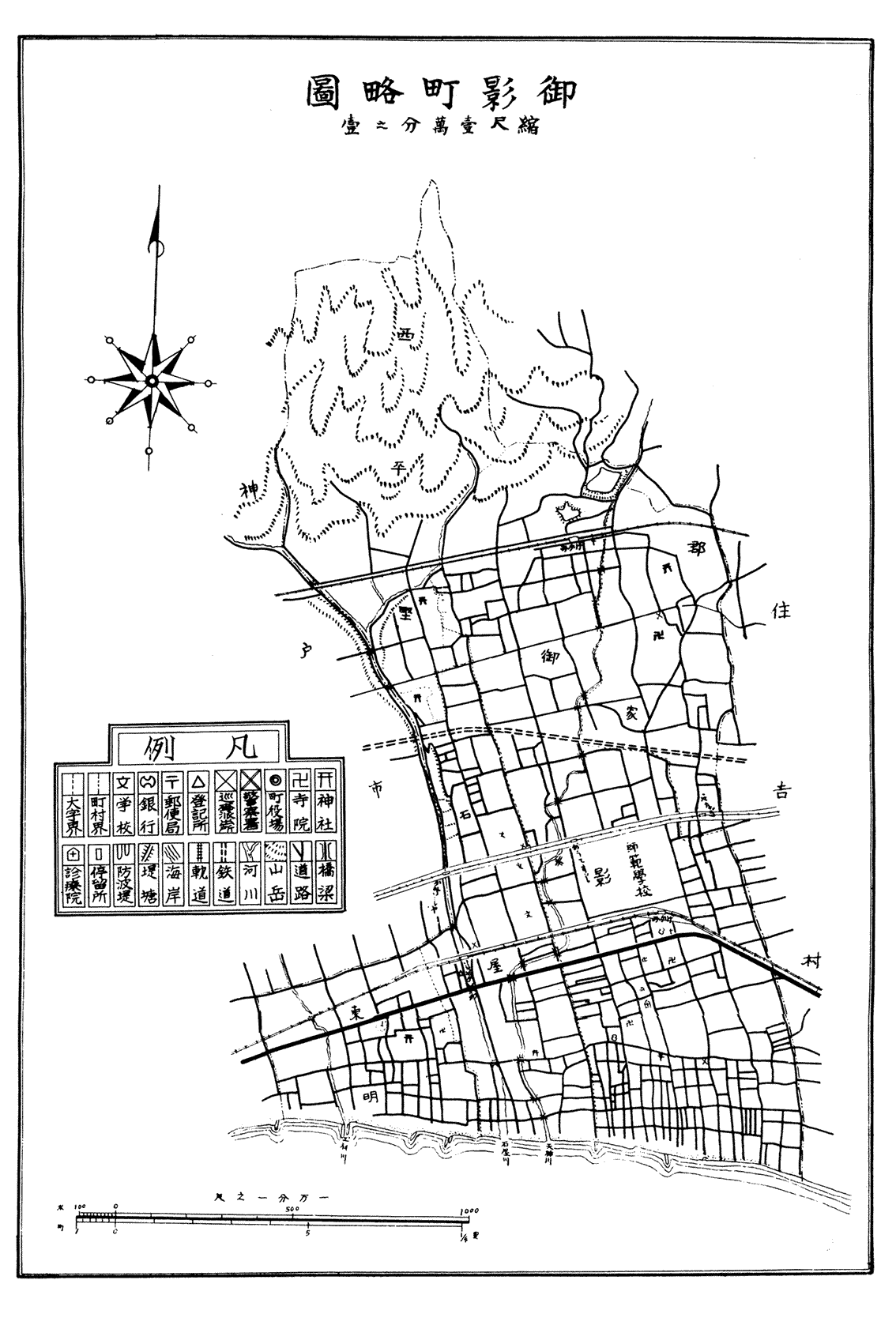
近代の御影町の地図

1889年（明治22年）、町村制公布にともない、菟原郡に属する御影村・郡家村・石屋村・東明村の4か村（および高羽村飛び地）が合併して御影町となった。御影・郡家・石屋・東明は御影町の大字となった（近代の御影町に含まれた旧村について、石屋村は御影石町、東明村は御影塚町を、郡家村は御影郡家を、それぞれ参照）。1896年（明治29年）に菟原郡は武庫郡に編入された。その後、御影町には1929年（昭和4年）に六甲村の一部（旧高羽村の一部）が編入され、この地域は大字西平野となった。「平野」を称する地域はもともと一つの村であったが、江戸時代に分割されて平野・西平野と称するようになり、明治初年に平野村が御影村に、西平野村が高羽村にそれぞれ組み込まれたという。
御影町域には、1874年（明治7年）に大阪と神戸を結ぶ官設鉄道（のちの東海道本線、現在の路線愛称はJR神戸線）が敷設される（東に隣接する住吉村に住吉駅が開業）。1905年（明治38年）には阪神電気鉄道（現在の阪神電鉄阪神本線）が開通し御影駅が開業、1920年（大正9年）には阪神急行電鉄（現在の阪急電鉄神戸本線）が開通して御影駅が開業した。また、1920年代後半（大正末期から昭和初年）に阪神国道（国道2号）が整備され、その路面上に阪神国道電軌（のち阪神電気鉄道国道線）が開通したことにより、大阪市・神戸市と直結する交通の便を得ることとなった。町域北部には高級住宅街が生まれた。
1933年（昭和8年）には御影公会堂（現在の御影石町四丁目。国の登録有形文化財）が建設される。
御影町は1934年（昭和9年）の室戸台風、1938年（昭和13年）には阪神大水害により被災し、1945年（昭和20年）の神戸大空襲によっても大きな被害を受けた。戦災復興に財政上大きな課題を抱えた状況下で神戸市から合併の申し入れを受けた。1950年（昭和25年）4月1日付で御影町は全域が神戸市に編入され、東灘区の一部となった。町有財産は御影財産区と郡家財産区の2つの財産区に引き継がれた。
なお、同時期に学制改革が進められ、男女共学や小学区制が導入される中で、御影町内にあった兵庫県立第三神戸高等女学校は1948年（昭和23年）に兵庫県立御影高等学校（現在は御影石町四丁目に所在）に再編され、御影町内の中学生が進学する高校となった。御影高等学校の校章は、御影町の町章に「高」の字を組み合わせた意匠が採用されている。

#### 御影地区の住居表示実施
神戸市に編入された旧御影町域では、住居表示が実施され、「御影」を冠する町名へと置き換わっていった。まず1968年（昭和43年）6月1日、現在のJR神戸線以南の地域が（西から）御影塚町・御影石町・御影中町・御影本町となった。1976年（昭和51年）には阪急神戸線以北の地域が（西から）御影山手・鴨子ケ原・住吉山手となった。
このため旧御影町域のうち、JR神戸線と阪急神戸線に挟まれた地域（阪急御影駅南側一帯）が住居表示未実施区域として残っていたが、2008年（平成20年）11月11日に住居表示が実施され、「御影」と「御影郡家」が設置された。これは東灘区平地部の市街地（臨港地区を除く地域）では最後の区域であった。御影地区のうち神戸港の臨港地区（東部第二工区の西半分）にあたる御影浜町は、令和2年11月現在においても住居表示は未実施である。

### 地域にまつわる事項

#### 御影石
六甲山地に産出する花崗岩がいつ頃から採掘されるようになり、またいつ頃から「御影石」と呼ばれて花崗岩の代名詞となるに至ったかははっきりしない。江戸時代後期の『摂津名所図会』（1798年発行）や『日本山海名産図会』（1799年発行）によれば、御影村の浜（御影浜）から積み出されたために「御影石」と呼ばれると記されている。「御影石」が一般名詞化したのは、六甲の花崗岩が他地域に先駆けて大量送出を実現したことからであろうという推測がある。
六甲山の花崗岩が、中世から西日本の広い範囲で石材として使用されていたことは判明している。六甲山地でしばしば発生する土石流によって下流に押し流された花崗岩の岩塊を加工して送出したのが始まりで、下流の岩塊を採りつくしたのち上流に採石場が開かれていったと考えられる。安土桃山時代から江戸時代初期にかけての土木工事には六甲山から切り出された石材が盛んに用いられた。たとえば天正17年（1589年）、京都の三条大橋が修築された際に橋脚に使われた石柱には「天正十七年津国御影」という刻銘がある。享保・宝暦期には当地の採石・加工業は最盛期を迎え、荒神山（現在は住吉台）などが石切場となり、麓にある石屋川沿岸の石屋村は石工の村として繁栄した。江戸時代後期には、花崗岩の主産地が瀬戸内海に移り、また大坂に石問屋株仲間が組織されたことなどから、当地での石材業は次第に衰えていった。21世紀現在、御影地区で石材の採掘は行われていない。
六甲山の花崗岩は「本御影石」と呼ばれる。1956年に六甲山が国立公園（瀬戸内海国立公園）の一部に指定されて採取ができなくなったため、「本御影石」は宅地造成や自然崩落によってのみ入手できるものとなっており、希少価値の高い高級石材となっている。

#### 酒造地「御影郷」

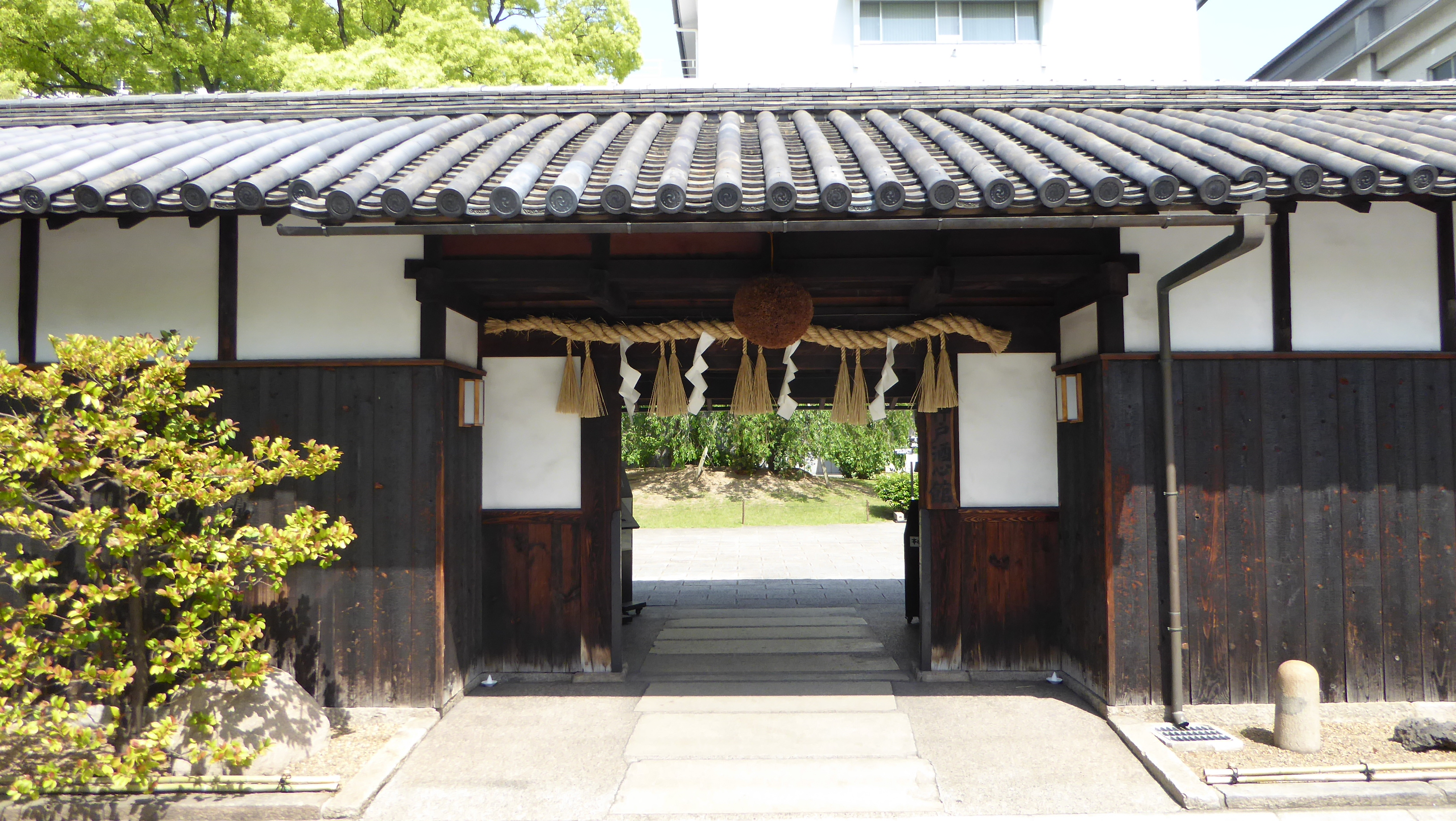
神戸酒心館（御影塚町）

「灘五郷」として知られる酒造地の一つが「御影郷」である。「御影郷」と呼ばれる地域は、現在の御影本町・御影塚町、および東に隣接する住吉地区の住吉南町を含んだ地域で、白鶴・菊正宗・剣菱などの造り酒屋が操業している。
「沢の井」には醸造業にまつわる伝承もある。後醍醐天皇に沢の井の水で醸した酒を献上し、嘉納されたというもので、酒造家の嘉納姓の起源伝承になっている。
記録の上で酒造業が確認できるのは江戸時代からで、上灘郷と呼ばれた諸村のうち、御影・石屋・東明村および八幡村が「上灘中組」を構成した。明治初年に「上灘東組」に属していた住吉村が合流し、「御影郷」と呼ばれるようになった。

#### 高級住宅街としての「御影」
近代、御影町の山手地区（現在の御影山手など）には高級住宅街が発展した。
「御影」の著名な住民・住宅としては下記が挙げられる。
- 大林芳郎（大林組社長）
- 村山龍平（朝日新聞創業者） - 敷地の一部は香雪美術館（御影郡家二丁目）

#### 『火垂るの墓』と御影
御影は、野坂昭如の小説『火垂るの墓』（のちにアニメ映画化・実写ドラマ化・実写映画化もされた）の舞台の一つである。1945年6月5日の空襲を受けるまで、清太と節子の家族が暮らしていたのは「御影の浜に近い自宅」で、上西・上中（現在の御影本町六丁目・八丁目付近）あるいは一里塚（御影中町五・七丁目付近）の町内であり、御影国民学校（現在の御影小学校。厳密には「御影第一国民学校」であった）が清太の母校として設定されている。作中、空襲から逃れた清太は節子を背負い、石屋川沿いに御影公会堂付近まで逃れた。
アニメ映画（1988年公開）製作に際しては、高畑勲監督と近藤喜文・山本二三が、原作者野坂昭如の案内で舞台地のロケハンを行っている。アニメ版は綿密な取材のもとでリアリズムを志向した作品であるが、作劇の上で意図的に改変がなされている部分もある。たとえば、実際には御影第一国民学校は6月5日の空襲で全焼している（この点は原作小説の段階で異なる）。アニメ版に描かれた「国民学校」の外観のモデルには原作者野坂の母校である神戸市立成徳小学校（灘区備後町）の旧校舎が採用されているなど、御影地域の空襲の被害状況をそのまま再現しているわけではないことに注意を向ける指摘もある。
アニメ版の「ロケ地」に対する関心もあり、舞台を巡る会も催行されている。御影公会堂を望む石屋川右岸（灘区側）には、アニメ版のワンシーンをモチーフとした絵のある「火垂るの墓」の記念碑がある。

### 主要な施設
広域地名としての「御影」に所在する、あるいは「御影」を名称に含む主要施設。各町の記事も参照。
- 御影駅 (阪急)（御影二丁目）
- 御影駅 (阪神)（御影本町四丁目）
- 御影クラッセ（御影中町三丁目）
- 神戸市立御影公会堂（御影石町四丁目）
- 神戸市立御影小学校（御影石町三丁目）
- 神戸市立御影北小学校（御影山手一丁目）
- 神戸市立御影中学校（御影中町五丁目）
- 兵庫県立御影高等学校（御影石町四丁目）

## 行政町名「御影」

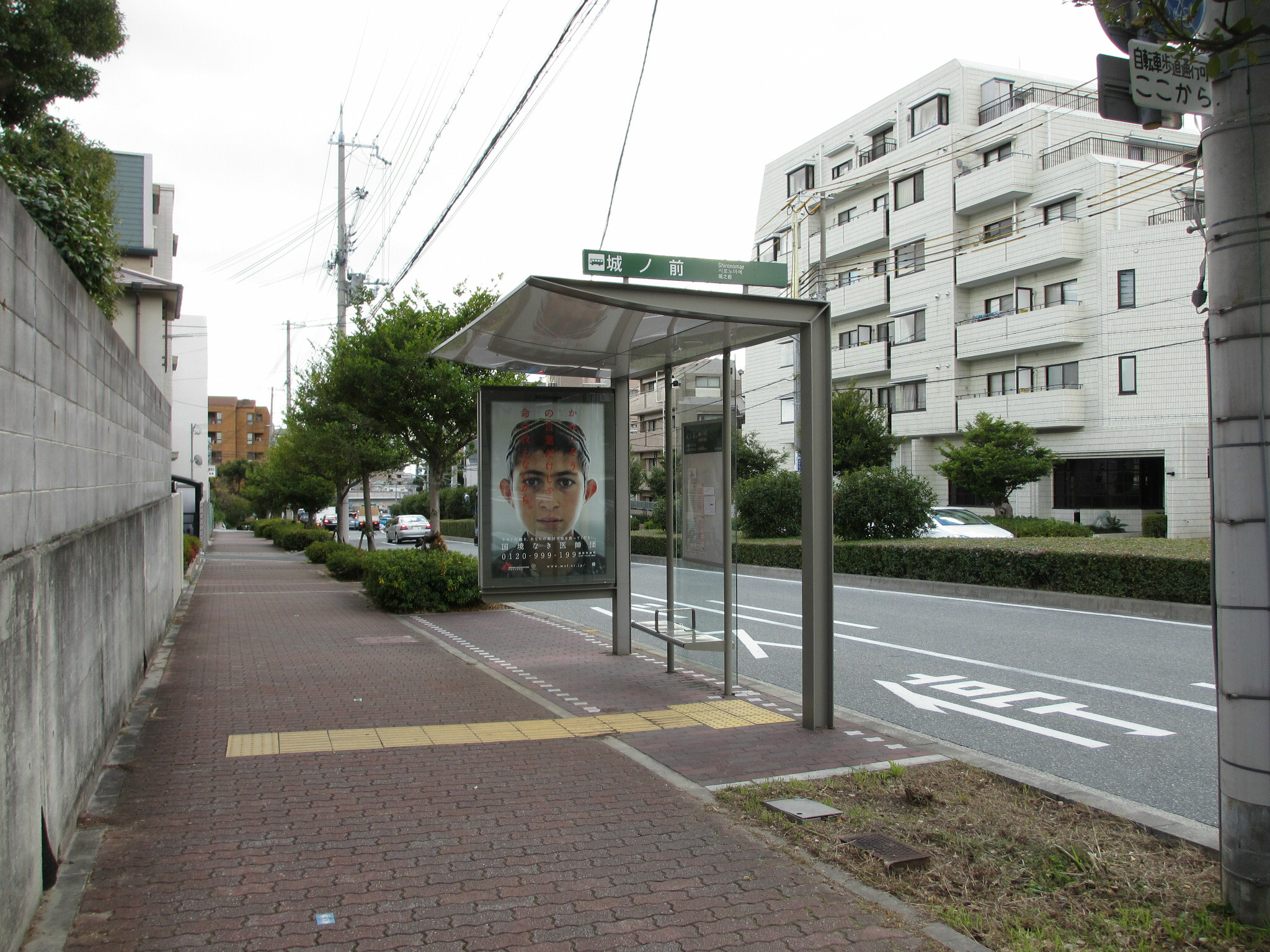
弓場筋の「城ノ前」バス停付近（御影二丁目）。「城ノ前」は、現在の阪神御影駅付近に南北朝時代にあった平野城に由来する小字という。

### 地理
行政町名としての「御影」はおおむね阪急御影駅南西側一帯にあたる（駅敷地は全域が「御影」に含まれる）。北を阪急神戸本線、南をJR神戸線とで挟まれ、西を石屋川（灘区との境界）で画された地域である。東は弓場筋（神戸市道弓場線）や天神川などが境界となっている。「御影」は、北は御影山手と、東は御影郡家と、南は（東から）御影中町・御影石町と、西は（北から）灘区楠丘町・高徳町・弓木町と、それぞれ隣接している。
域内を山手幹線が東西に貫く。山手幹線以南が御影一丁目で、この区画の東縁は弓場筋である。山手幹線以北の地域では、平野線（神戸市道西御影線）を境界として、東が御影二丁目、西が御影三丁目である。

### 歴史
一丁目に所在する綱敷天満神社は古い由緒を持つ神社で、中世に現在地に移されたとされる。
南北朝時代、現在の阪急御影駅付近には平野氏が拠った平野城（『摂津志』に「御影村城」と記載されている）があったとされ、「城之前（城ノ前）」という字名や「大手筋」と呼ばれる道はその名残とされる。
上述（「広域地名としての「御影」」節）の通り、現在の行政町名「御影」地域は、近世には御影村・石屋村・平野村などの一部であった。近代に御影町が編成されてその一部となり、1950年（昭和25年）に神戸市東灘区の一部となった。
2008年（平成20年）11月11日、住居表示が実施され「御影一丁目」から「御影三丁目」までが設置された（なお、同日に御影郡家も設置されている）。「御影」となった地域は、以下に掲げる従前の3大字16小字にわたる。
- 御影町御影字榎本・上之山・岸本・城之前・篠坪・滝ヶ鼻・平野
- 御影町石屋字八色岡（やくさのおか）・朝后
- 御影町西平野字大原・一ノ坪・伊賀塚・ゲシメ（下志免）・平野・東松本・西松本

『兵庫県公報』によれば「御影町御影」「御影町石屋」「御影町西平野」に加え、阪急御影駅の南口付近で「御影町郡家」から「御影二丁目」に変更された区域がある。
区域の境界線が道路等に沿って引き直されているためにそれぞれ一致しないが、御影一丁目がおおむね旧御影町石屋と旧御影町御影（南部）、御影二丁目が旧御影町御影（北部）、御影三丁目が旧御影町西平野にあたる。御影一丁目に所在する綱敷天満神社はもと石屋村の村社（旧御影町石屋字八色岡）であった。御影の東縁の一部が天神川であるのは、もともとこの川が旧御影町御影と旧御影町郡家の境界であったことによる。

### 交通
行政町名「御影」の区域内。

#### 鉄道
- 阪急電鉄神戸本線
  - 御影駅 (阪急)

#### 道路
東西方向に走る道路
- 山手幹線

南北方向に走る道路
- 神戸市道西御影線（平野線）
- 神戸市道弓場線（弓場筋）

### 施設

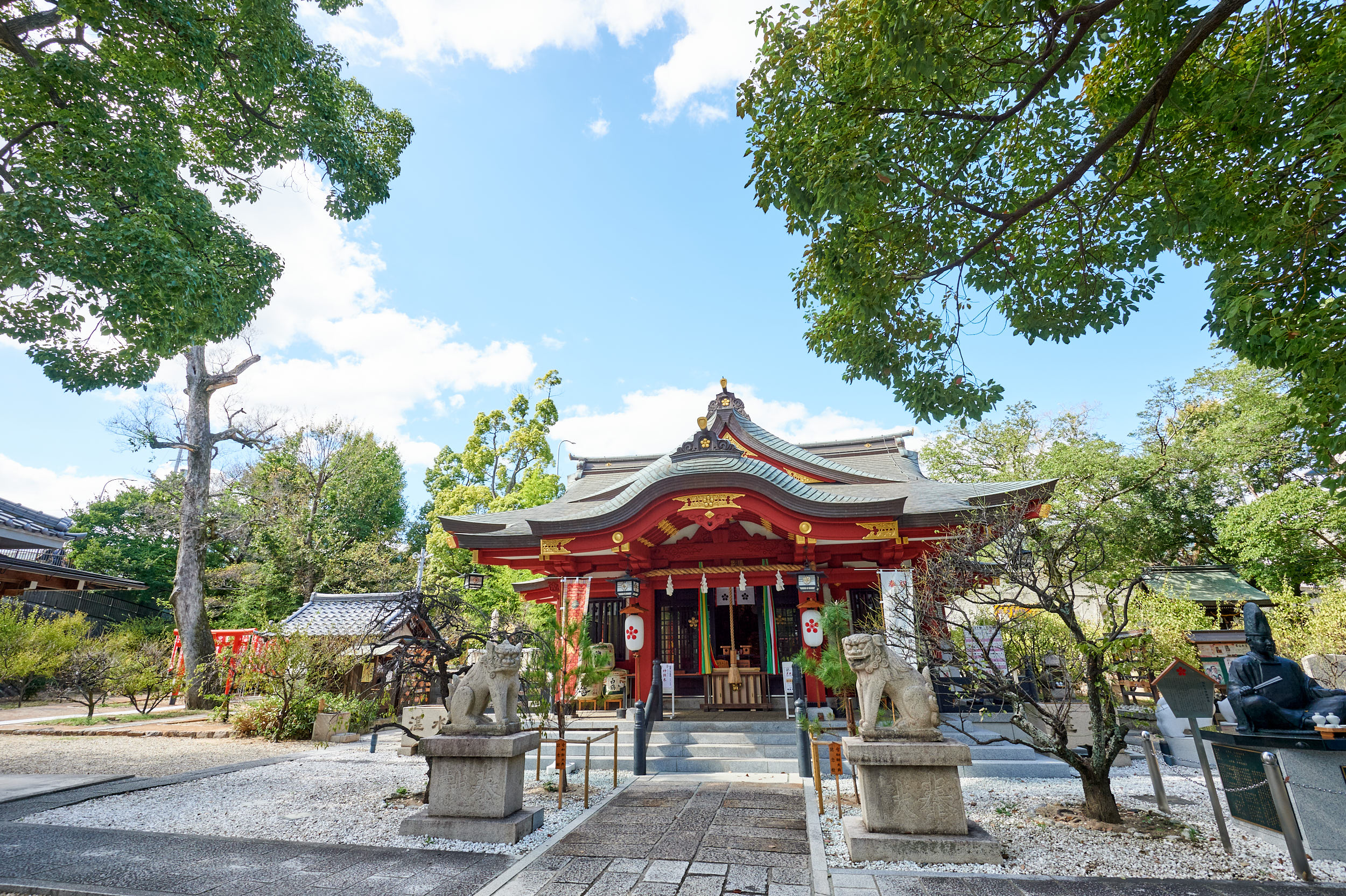
綱敷天満神社（御影一丁目）

行政町名「御影」の区域内。
- 石屋川公園（一丁目・三丁目）
  - 石屋川隧道跡記念碑（一丁目）
- 綱敷天満神社（一丁目）
- みなと銀行阪急御影支店（二丁目）
- 世良美術館（二丁目）
- 神戸にしむら珈琲店御影店（二丁目）
- 御影インターナショナルこども園（二丁目）
- 上御影会館（二丁目）
- 御影北地域福祉センター（二丁目）
- 滝が鼻公園（三丁目）
- 厳島神社（三丁目）
- コープミニ御影北店（三丁目）
- 御影ルーテル教会（三丁目）
- 日本キリスト教団東神戸教会（三丁目）
- 西平野自治会館（三丁目）
- 石屋墓園（三丁目）

## 出身・ゆかりのある人物

### 政治
- 安達和彦 - 兵庫県立御影高等学校出身（神戸市会議員、元神戸市会議長）
- 土井たか子 - 兵庫県立御影高等学校出身（第68代衆議院議長、元日本社会党委員長、元社民党党首）
- 矢田立郎 - 兵庫県立御影高等学校出身（元神戸市長）

### 行政
- 小町恭士 - 兵庫県立御影高等学校出身（元外交官、宮内庁東宮職（東宮大夫））

### 経済
- 芦田信 - 神戸大学附属住吉小学校出身（JCRファーマ創業者・会長兼CEO）

### 学術
- 白旗慎吾 - 兵庫県立御影高等学校（数学者、理学博士、大阪大学名誉教授）
- 武光誠 - 神戸市立御影小学校出身（歴史学者、博士（文学）、明治学院大学名誉教授）
- 原秀六 - 神戸市立御影北小学校・神戸市立御影中学校出身（法学者、博士（法学）、滋賀大学名誉教授）
- 道谷卓 - 兵庫県立御影高等学校出身（法学者、姫路獨協大学副学長）

### マスコミ
- 武田知沙 - 神戸市立御影北小学校出身（テレビ愛知アナウンサー、元岩手めんこいテレビアナウンサー）
- 永島優美 - 神戸市立御影北小学校出身（フジテレビアナウンサー）
- 柳下圭佑 - 兵庫県立御影高等学校出身（テレビ朝日アナウンサー）
- 山路忠生 - 兵庫県立御影高等学校出身（NHKアナウンサー）

### 芸術
- 植松奎二 - 兵庫県立御影高等学校出身（彫刻家）

### スポーツ
- 和田昌裕 - 兵庫県立御影高等学校出身（元サッカー選手・サッカー指導者）

### 芸能
- 上月左知子 - 兵庫県立御影高等学校出身（女優、元宝塚歌劇団）
- 瀬口侑希 - 兵庫県立御影高等学校出身（演歌歌手）
- 睦五朗 - 兵庫県立御影高等学校出身（俳優）